# Alpinia nutans
Alpinia nutans la một loài thực vật có hoa trong họ Zingiberaceae.